# Elecciones a la Asamblea Constituyente de Albania de 1991
Las elecciones a la Asamblea Constituyente de Albania se llevaron a cabo el 31 de marzo de 1991 en la República Socialista Popular de Albania, con otras dos rondas posteriores el 7 y el 14 de abril. Fueron las primeras elecciones multipartidistas celebradas en Albania desde 1923. Se llevaron a cabo en el contexto de la legalización de los partidos políticos además del Partido del Trabajo de Albania el 11 de diciembre de 1990, tras una huelga de los 700 estudiantes de la Universidad de Tirana en respuesta a las malas condiciones de los dormitorios y los cortes de energía bajo el gobierno socialista (imperante desde 1944). La revuelta se politizó bajo el liderazgo de Sali Berisha, quien exigió reformas políticas.
El resultado fue una victoria para el Partido del Trabajo de Albania, debido a que tenía enormes recursos para la campaña y dominaba casi todo el aparato estatal. Sin embargo, esto no significó la perpetuidad del régimen, la constitución redactada por la Asamblea efectivamente democratizó al país y las elecciones realizadas bajo la misma al año siguiente fueron un triunfo para la oposición.

## Antecedentes

### Caída del régimen comunista
Poco antes de la caída del comunismo en Europa, en 1989, la República Socialista Popular de Albania, que se había salido del Pacto de Varsovia en 1968 (véase ruptura albano-soviética) y había sufrido también un quiebre en sus relaciones diplomáticas con la República Popular China (ruptura sino-albanesa) por sus reformas de libre mercado, era uno de los países más aislados del mundo. La muerte de Enver Hoxha el 11 de abril de 1985, tras más de cuatro décadas de gobierno, dio paso al liderazgo de Ramiz Alia, que inició unas leves reformas económicas muy limitadas, aunque sí abrió un poco la política exterior restableciendo relaciones diplomáticas con los países de Europa del Este. Sin embargo, el país seguía siendo un estado policial, con las libertades civiles sumamente restringidas (todavía siendo implementado el ateísmo de estado) y se recibía muy poca información del exterior.
Hacia 1990, en medio de las reformas de Mijaíl Gorbachov como la Glásnost y la Perestroika, Albania era aún uno de los pocos países del mundo, y el único de Europa, que seguía sosteniendo el modelo socialista de partido único bajo la ideología del hoxhismo. El aislamiento era tal que muchos albaneses aún no sabían que el Muro de Berlín había caído en noviembre de 1989. Durante las revoluciones de 1989, la ejecución del dictador comunista Nicolae Ceaușescu en Rumania, el único líder que fue derrocado violentamente por oponerse a realizar una transición pacífica, convenció a Alia de que, si no se realizaban reformas radicales, ocurriría lo mismo en Albania en cualquier momento. De este modo, suscribió a Albania a los Acuerdos de Helsinki (junto a Andorra habían sido los únicos países de Europa que no firmaron dichos acuerdos en 1975). Alia también organizó una reunión con los principales intelectuales de la época sobre las formas de reformar el sistema político albanés, resolviendo entonces convocar a elecciones libres para una Asamblea Constituyente.

### Traspaso de poder
El 11 de diciembre de 1990, se retiró la prohibición a los partidos políticos no comunistas. Un día después, el 12 de diciembre, se estableció el centroderechista Partido Democrático de Albania. El 22 de febrero de 1991, Adil Çarçani, Primer ministro desde 1981, dimitió de su cargo, siendo suplantado por Fatos Nano. Casi al mismo tiempo, el "Frente Democrático" (organización de masas liderada por el Partido del Trabajo de Albania), se disolvió. De este modo quedaba allanado el camino para la celebración de las primeras elecciones multipartidistas del país europeo en más de cinco décadas.

## Campaña
Las elecciones se celebraron en una atmósfera de trastornos económicos e inestabilidad social. El todavía nominalmente gobernante Partido del Trabajo de Albania tenía diversas ventajas económicas y estatales en cuanto a la campaña, tal como control o influencia sobre la mayoría de los medios y una fuente mucho más grande de recursos que su oposición naciente. El Partido Democrático de Albania y cualquiera de sus pares anticomunistas tenía muy poca influencia en los campesinos y demás habitantes de las amplias zonas rurales del país, que temían que un gobierno derechista privatizara todas las empresas y trajera de nuevo a los terratenientes del país previos a la guerra. El Partido del Trabajo de Albania trató de mantener en todo momento durante la campaña la atención de sus votantes rurales. Sin embargo, ningún partido hizo campaña en favor de la continuidad del régimen y hasta el Partido del Trabajo abogó por el pluralismo político y la integración europea. La plataforma del Partido Democrático prometía la transformación de las condiciones de vida a través de la pertenencia a la Comunidad Económica Europea, fuertes lazos con los Estados Unidos y otros países occidentales, creación de nuevos empleos y el traspaso a una economía de libre mercado.

## Resultados
| Partido                            | Partido                                                            | Votos     | %      | Escaños |
| ---------------------------------- | ------------------------------------------------------------------ | --------- | ------ | ------- |
|                                    | Partido del Trabajo de Albania (PPSH)                              | 1.046.120 | 56,21% | 169/250 |
|                                    | Partido Democrático de Albania (PDS)                               | 720.948   | 38,74% | 75/250  |
|                                    | Unión Democrática de la Minoría Étnica Griega en Albania (Omonoia) | 13.538    | 0,73%  | 5/250   |
|                                    | Comité Nacional de Veteranos (NVC)                                 | 5.241     | 0,28%  | 1/250   |
|                                    |                                                                    |           |        |         |
| Votos válidos                      | Votos válidos                                                      | 1.861.032 | 95,46% |         |
| Votos en blanco/anulados           | Votos en blanco/anulados                                           | 88.484    | 4,54%  |         |
| Total                              | Total                                                              | 1.949.516 | 100    | 250     |
| Votantes registrados/participación | Votantes registrados/participación                                 | 1.977.197 | 98,60% |         |
| Fuente: Nohlen & Stöver            |                                                                    |           |        |         |